# 마나카촌
마나카촌(真中村)은 아키타현 기타아키타군에 있던 촌이다. 요네시로 강 좌안, 아키타 자동차도 후타이다 마나카 나들목의 서쪽 일대에 해당한다.

## 역사
- 1889년 4월 1일 - 정촌제 시행에 의해 6촌의 구역으로 성립하였다.
- 1955년 3월 1일 - 오다테시에 편입되어, 동일 마나카촌은 폐지되었다.

## 교통

### 도로
- 가쓰노 가도(현:아키타 현도 제52호 히나이타시로선))